# Bahnhof Nürnberg Nordwest
Der Bahnhof Nürnberg Nordwest (auch: Nürnberg Nordwestbahnhof) war ein nur dem Güterverkehr dienender Bahnhof in Nürnberg und lag am Nordring zwischen den Überführungen über die Schnieglinger- und die Wetzendorfer Straße. Der Durchgangsbahnhof wurde 2008 aufgelassen.

## Geschichte
Der Bahnhof Nürnberg Nordwest lag an der Ringbahn Nürnberg und wurde bei der Erweiterung des Nordringes am 1. Mai 1905 vom Nordbahnhof zum Nordwestbahnhof in Betrieb genommen. Bis zum 1. Oktober 1910, als das letzte Stück vom Nordwestbahnhof zur Abzweigstelle Muggenhof und von dort aus nach Fürth entstand, war er der Endbahnhof des nördlichen Astes der Ringbahn. Der nur dem Güterverkehr dienende Bahnhof ist wie das ehemalige Umfahrungsgleis stillgelegt. Es ist nur das Durchgangsgleis der Ringbahn vorhanden, alle Gleisanschlüsse sind seit 2008 abgebaut.

## Zukunft
Eine Durchbindung der Personenzüge von der Rangaubahn über den Nordring zur Gräfenbergbahn wird seit Anfang der 1990er Jahre diskutiert und wurde im Rahmen des Nürnberger Nahverkehrsentwicklungsplans 2011 mit einem Kosten-Nutzen-Indikator von 1,57 als verkehrlich und volkswirtschaftlich sinnvolle Maßnahme eingestuft. Hierbei würde auf Höhe des heutigen Bahnhofs auch eine Haltestelle Nürnberg Nordwest beziehungsweise Wetzendorf entstehen.
Die Bayerische Eisenbahngesellschaft kam hingegen in einer 2014 in Auftrag gegebenen Untersuchung mit einem Indikator von −0,22 zu einer negativen Bewertung der Trasse. Somit wäre die Strecke zwar verkehrlich ausreichend belastet, die hohen Kosten von 38 Millionen Euro zum Streckenumbau und zur Nachrüstung zwecks Lärmschutzmaßnahmen würden jedoch von den zu erwartenden Einnahmen nicht gedeckt werden.
Im Rahmen des Ausbauprogramms S-Bahn Nürnberg (AuSbauNü) wird seit 2021 über den Nordostbahnhof hinaus eine Durchbindung der Gräfenbergbahn als S-Bahn über die nördliche Ringbahn nach Fürth Hauptbahnhof und darüber hinaus über die Rangaubahn nach Cadolzburg untersucht. Hierbei wird auch die Einrichtung eines Haltepunkts Nürnberg-Nordwest bzw. Wetzendorf geprüft.
Darüber hinaus gibt es Pläne für eine Verlängerung der U-Bahnlinie 3 vom U-Bahnhof Nordwestring zu einem neuen Bahnhof an dieser Stelle, sodass dort ein Umsteigepunkt entstehen könnte.